# Курбанов, Агададаш Курбан оглы
Агададаш Курбан оглы Курбанов (азерб. Ağadadaş Qurban oğlu Qurbanov; 8 марта 1911 — 22 июня 1965) — советский азербайджанский актёр театра и кино, Народный артист Азербайджанской ССР (1954).

## Биография
Агададаш Курбан оглы Курбанов родился 8 марта 1911 года в городе Баку. Свою актёрскую деятельность начал в Азербайджанском театре юного зрителя, где с 1927 по 1952 год играл такие роли, как Молла Ибрагим-Халил («Молла Ибрагим-Халил, алхимик» М. Ф. Ахундова), Гаджи Ганбар («Из под дождя да под ливень» Н. Б. Везирова), Карл («Разбойники» Ф. Шиллера), Хлестаков («Ревизор» Н. В. Гоголя), Бахрам («Фитне» А. Шаига; по мотивам поэмы «Семь красавиц» Низами Гянджеви) и др.
С 1952 года выступал на сцене Азербайджанского государственного драматического театра и запомнился такими ролями, как Гаджи Кара («Гажи Кара» М. Ф. Ахундова), Мирза Самандар («Алмаз» Дж. Джаббарлы), Ибрагим хан и Вагиф («Вагиф» С. Вургуна), Камилло («Зимняя сказка» У. Шекспира), Иванов («Глазной врач» И. Сафарли), Шульц («На дальних берегах», по мотивам одноимённого произведения Г. Сеидбейли и И. Касымова), Шейх Марван и Шейх Санан («Шейх Санан» Г. Джавида), иудей («Мария Тюдор» В. Гюго) и др. В 1926 году Азербайджанский государственный театр впервые на азербайджанской сцене поставил трагедию «Гамлет». Курбанов в постановках Гамлета играл Клавдия.
Несмотря на драматическое амплуа Курбанова он играл и в комедийных ролях. Его актёрской игре были характерны искренность, эмоциональность и романтическая натура. Помимо театра Курбанов снимался в таких фильмах, как «Сабухи» (1941), «Тени ползут» (1959), «Тайна одной крепости» (1960), «Короглы» (1961), «Аршин мал алан» (1965) и др.
Награждён орденом «Знак Почёта» и медалями.
Трагически погиб в результате несчастного случая 22 июня 1965 года в Сальянах. Так, во время гастролей в этом городе (актёр должен был играть в спектакле «Свадьба») балкон гостиницы, на который вышли Курбанов, его дочь Гюльшан, актриса Рахиля Мирзаева, её дочь Рена Топчубашова и гримёр Бахадур, не выдержав тяжести обвалился. Из-за того, что Курбанов упал первым, все остальные упали на него и актёр погиб. Похоронен в Баку на Аллее почётного захоронения.

## Семья
- Первая жена — Гюльхар Гасанова[5] (1918—2005), оперная певица, Народная артистка Азербайджанской ССР.
  - Сын — Гамлет Курбанов[5] (1938—1995), актёр, Заслуженный артист Азербайджанской ССР.
- Вторая жена — Кюбра Курбанова, заслуженный врач Азербайджанской ССР[6][7].
  - Дочь — Фирангиз Гурбанова[азерб.] (р. 1943), режиссёр, сценарист, Заслуженный деятель искусств Азербайджана[6].
  - Дочь — Гюльшан Гурбанова (1950—2006), актриса, Народная артистка Азербайджана[6].

## Память
20 декабря 2011 года в Азербайджанском театре юного зрителя прошёл юбилейный вечер, посвящённый 100-летию со дня рождени Курбанова.

## Фильмография
- 1941 — Сабухи
- 1957 — Под знойным небом
- 1959 — Тайна одной крепости
- 1960 — Кёр-оглы
- 1961 — Наша улица
- 1964 — Человек и цепи
- 1965 — Шерстяная шаль
- 1965 — Аршин Мал-Алан